# Burkhard Mangold

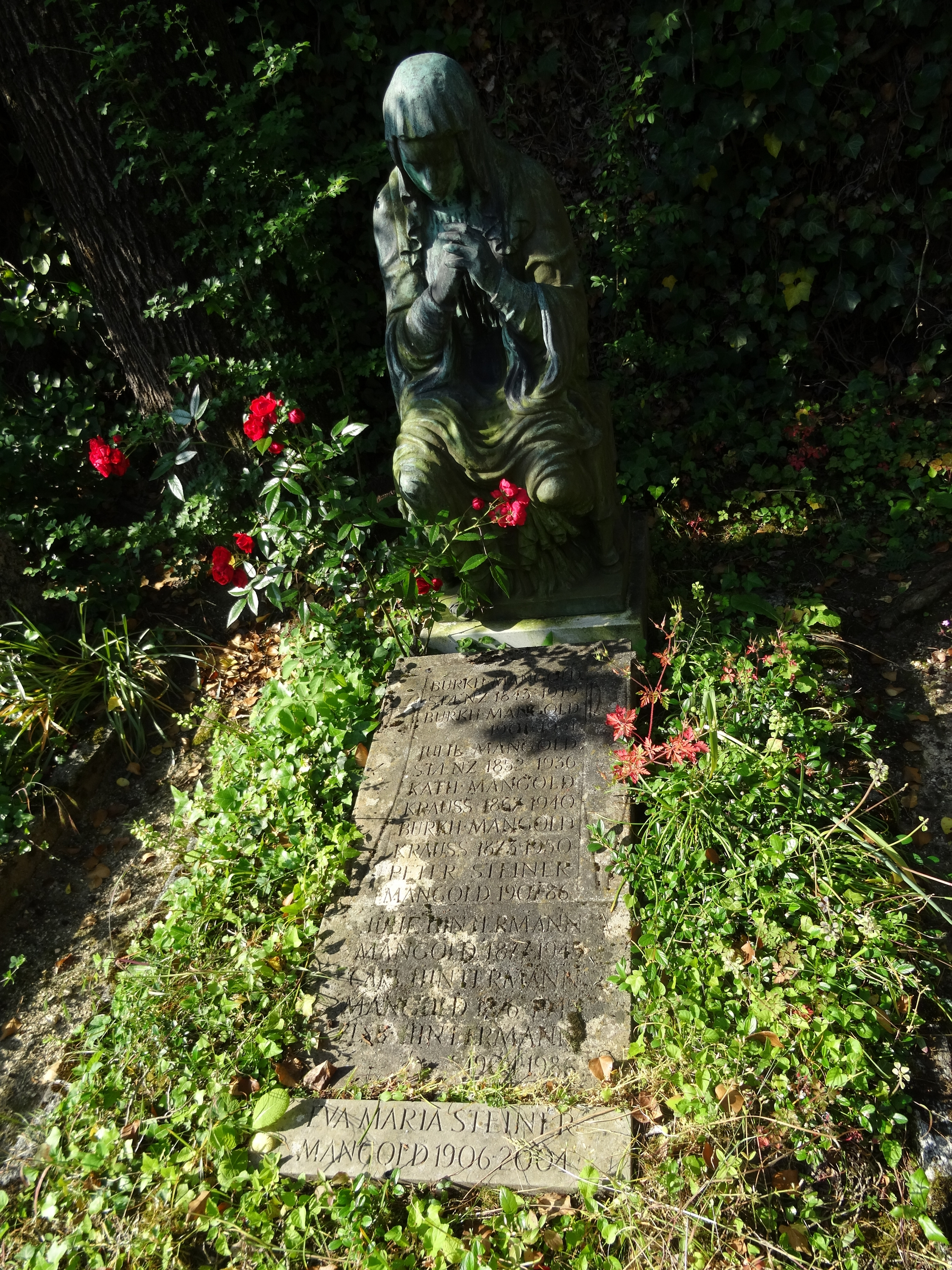
Grab, Wolfgottesacker in Basel

Burkhard Mangold (* 10. September 1873 in Basel; † 17. Oktober 1950 ebenda) war ein Schweizer Plakatgestalter, Maler, Grafiker und Glasmaler. Bedeutend sind seine Leistungen als Pionier der modernen künstlerischen Plakatlithografie und Glasmalerei.

## Leben und Werk
Mangolds Familie stammte aus Böckten und wurden 1868 in Basel eingebürgert. Burkhard Mangold wuchs mit seinen drei Geschwistern an der Wallstrasse in Basel auf. Ab der achten Klasse durfte er Kunstkurse an der Allgemeinen Gewerbeschule Basel bei Fritz Schider besuchen. Mit der elterlichen Erlaubnis brach er das Gymnasium vor der Matura ab, um an der Gewerbeschule weitere Kurse zu belegen.
Von 1890 bis 1893 absolvierte Mangold in Basel bei Louis Schwehr-Müller (* 1855) eine Lehre als Dekorationsmaler. Anschliessend reiste er zusammen mit seinem Freund Hans Frei nach Paris. Dort war Mangold von den dekorativen Arbeiten Pierre-Victor Galland beeindruckt und beschäftigte sich auch eingehend mit den Werken von Pierre Puvis de Chavannes.
Burckhard Mangold hielt sich von 1894 bis 1900 in München auf und besuchte die Privatschule von Friedrich Fehr. Nebenbei verdiente er seinen Lebensunterhalt als Amorettenmaler und unterhielt zusammen mit seinem Freund Carl Schneider ein Atelier für dekorative Kunst. In der Folge erhielt er den Auftrag in Rumänien die Fassadenmalereien am Schloss Peleș zu restaurieren. Später unterrichtete er an der Akademie der Bildenden Künste in München, die damals in der Plakatkunst führend war. Mangold gehört mit Emil Cardinaux, Eduard Stiefel und Otto Baumberger zu den ersten Künstlern, die in der Plakatgestaltung eine Hauptbeschäftigung und ein eigenständiges Medium erkannten. So wurde er zu einem der Exponenten der Jugendstil-Plakatkunst der ersten Hälfte des 20. Jahrhunderts.
Burckhard Mangold heiratete die aus Remlingen stammende Anna Katharina, geborene Krauss Louise (1877–1945). Das Paar hatte sich in München kennen gelernt. Nach einer Studienreise im Winter 1898/1899 nach Italien, kehrte Mangold mit seiner Frau nach Basel zurück und eröffnete im Hinterhof des von seinen Eltern neu erworbenen Hauses an der Bachlettenstrasse 70, sein Atelier. In kurzer Zeit konnte er grössere Auftragsarbeiten ausführen. So entwarf er 1901 für das Festspiel zur 400-Jahr-Feier von Basels Eintritt in die Eidgenossenschaft die Kostüme, die Gestaltung des Bühnenbilds, die Illustrationen für den dazugehörigen Festführer. Zudem konzipierte er den Festumzug.
In der Folge konnte Mangold in Basel zahlreiche Fassaden- und Wandbemalungen ausführen so u. a. Zwinglihaus, Rathaus, Rheinsprung 1, Hauptpost, «Zum Wolf», Restaurant Schuhmachernzunft, Restaurant «Zum Braunen Mutz», Hotel «Basler Hof», Aula des Gotthelf-Schulhauses sowie an der ETH Zürich, Kaserne Chur, ref. Kirche Urnäsch. 1905 wurde sein Plakatentwurf für das Eidgenössische Sängerfest in Zürich prämiert. Ab 1905 beschäftigte sich Mangold auch mit Glasmalerei.
1911 restaurierte er zusammen mit Otto Plattner die Fassadenbilder von Wilhelm Balmer des Basler Rathauses. Mangold und Plattner verewigten sich dort als die zwei hinter Gitterstäben zu sehen Gesichter. In der Zeit von 1919 bis 1921 schuf Mangold die Fenster der Leonhardskirche in Basel, in den 1930er-Jahren zahlreiche Scheiben für die Brauerei «Warteck» und deren Restaurants, 1911 bis 1912 zwei Fenster in der Kirche Konolfingen im Jugendstil, im Kriegsjahr 1915 die Chorfenster der Kirche von Hasle bei Burgdorf mit dem zentralen Thema des barmherzigen Samariters als zeitgemässe Interpretation des Konolfinger Fensters und auch eine Reihe «Totentanz». Mangold war ein Freund klassischer Kirchenmusik und ein begeisterter Chorsänger.
Burckhard Mangold schuf Wand- und Glasgemälde, Dekorationsentwürfe für Umzüge und Feste. So u. a. Laternen für die Basler Fasnacht. Des Weiteren Buchillustrationen, Kleingrafik wie Exlibris, Diplome, Kalendergrafiken und Festkarten. Zu Mangolds engen Freunde zählte Otto Plattner sowie der Dekorationsmaler und Kunsthandwerker Franz Baur (1864–1931). 
Von 1909 bis 1911 war Mangold Mitglied der Eidgenössischen Kunstkommission und von 1909 bis 1910 deren Präsident. Für die Schweizerische Landesausstellung 1914 gestaltete er verschiedene Lithografien. Von 1915 bis 1918 unterrichtete er Lithografie und Glasmalkunst an der Gewerbeschule. Während des Ersten Weltkriegs war für kurze Zeit Niklaus Stoecklin Mangolds Schüler.
Bis 1929 war Mangold Präsident der Kommission der Allgemeinen Gewerbeschule Basel und des mit dieser verbundenen Gewerbemuseums. Er war auch Buchillustrator. Beispiele: Im Verlag Zahn, Neuenburg, die Werke Treue und Ehre (Schweizer in fremden Kriegsdiensten), Schweizer eigener Kraft in Lithographietechnik; Holzschnitte für die C. F. Meyer-Gesamtausgabe.
1945 für die Schweiz. Bibliophile Gesellschaft Das Buch Jesus Sirach, eine Anzahl Basler Bilderbogen und vieles andere. Er war auch während Jahrzehnten bis 1944 Lehrer für Holzschnittkunst in Budapest. Er entwarf Kostüme und Bühnenbilder, z. B. um 1944 als Regisseur für die Aufführung von Händels Acis und Galathea im Theater Basel.
Burckhard Mangold fand seine letzte Ruhestätte auf dem Wolfgottesacker in Basel. Die Grab Plastik schuf der Bildhauer Jakob Hofmann der mit Mangolds Schwester Louise (1877–1945) verheiratet war.
2020 wurden beim Rückbau des ehemaligen Radiostudios Basel auf dem Bruderholz mehrere Wandgemälde freigelegt, die von Mangold und Charles Hindenlang gemalt wurden. Aus Anlass von Mangolds 150. Geburtstag erschien 2023 die Monografie Burkhard Mangold – Ein Basler Künstlerleben, im Christoph Merian Verlag.

1907, Plakat für Safir Automobile
1909, Plakat für PKZ Burger-Kehl & Co
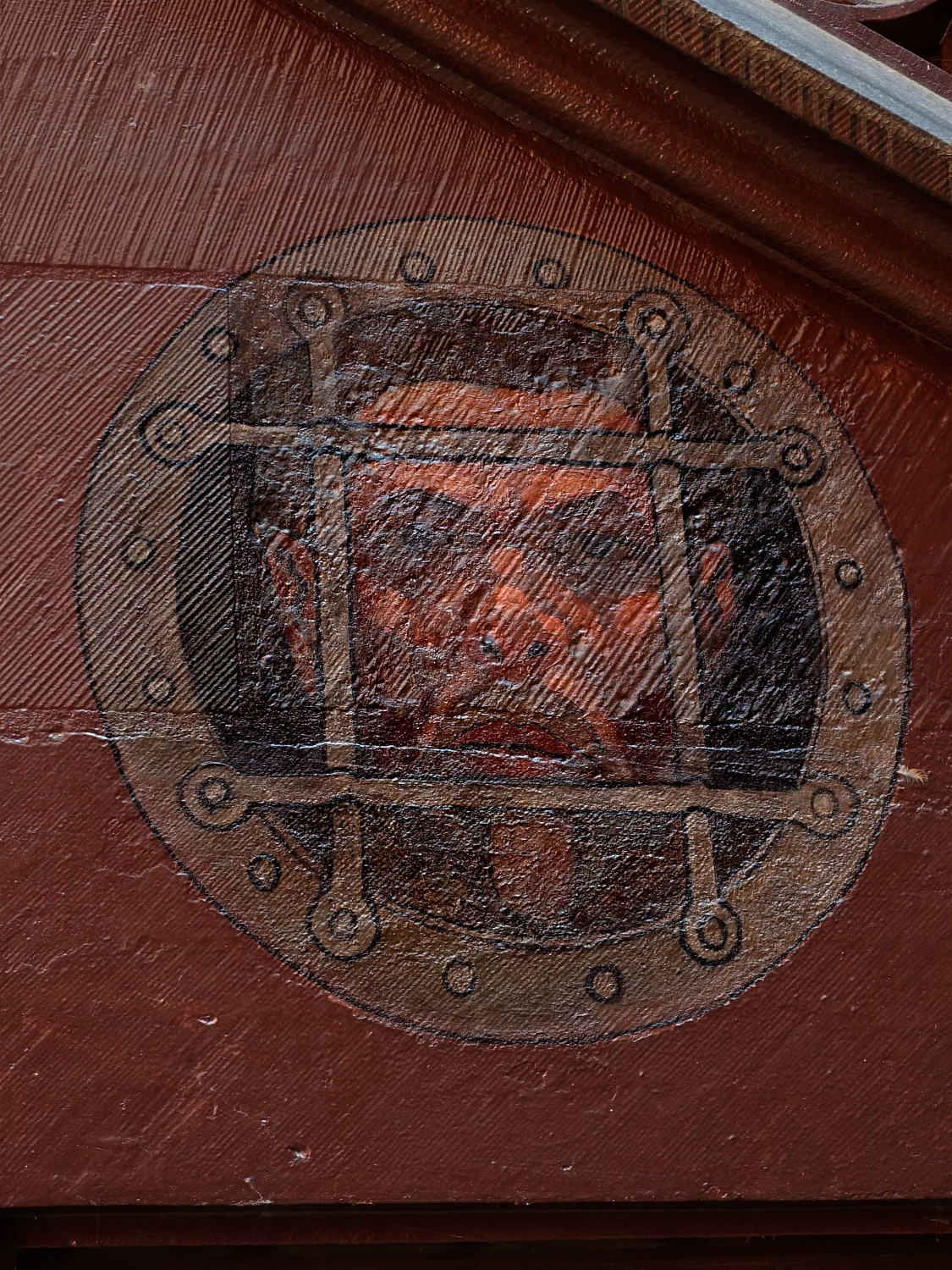
1911, Mangolds Portrait im Innenhof des Rathauses Basel
1914, Plakat «Winter in Davos»
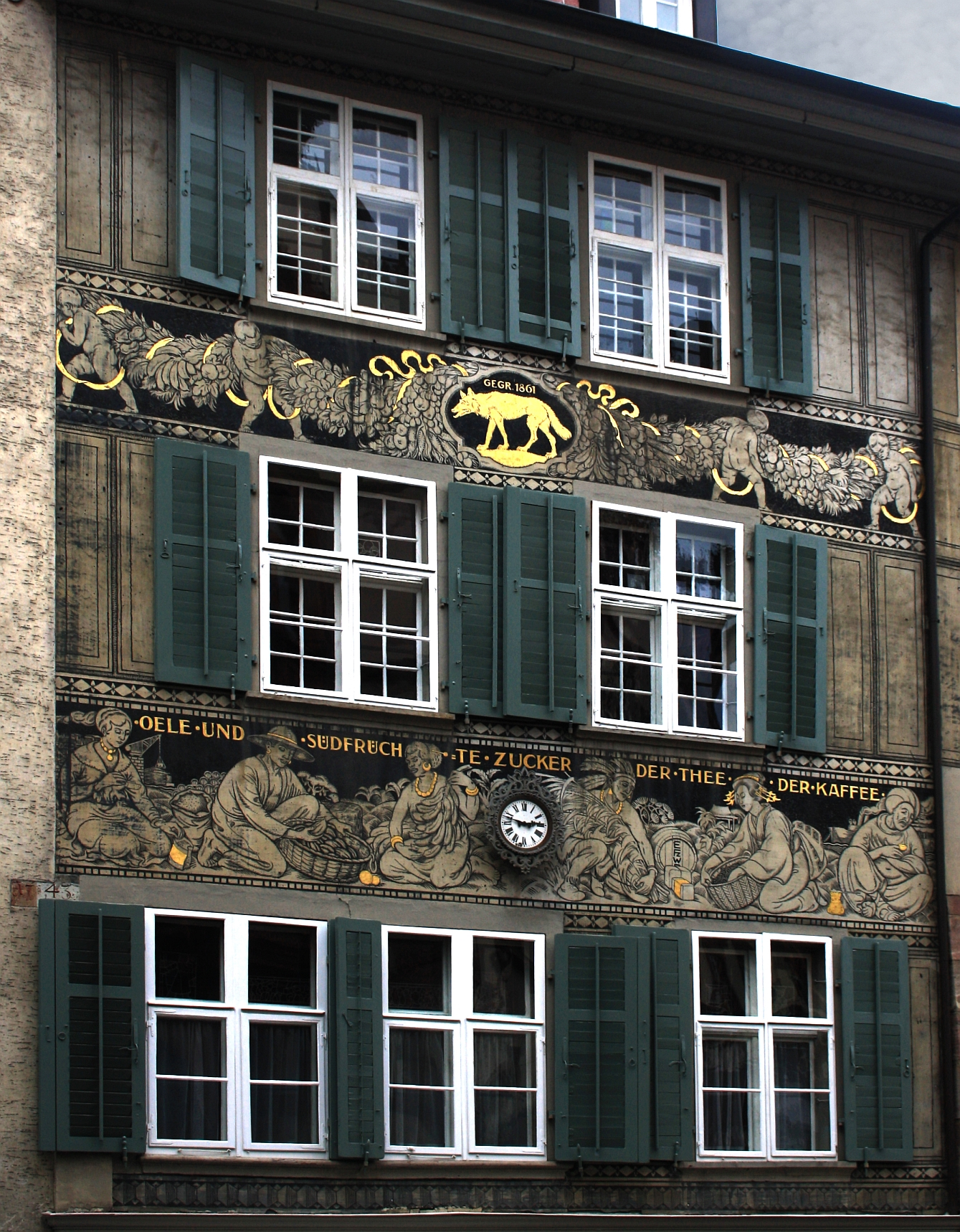
1915, Fassade «zum Wolf» Spalenberg 22, Basel
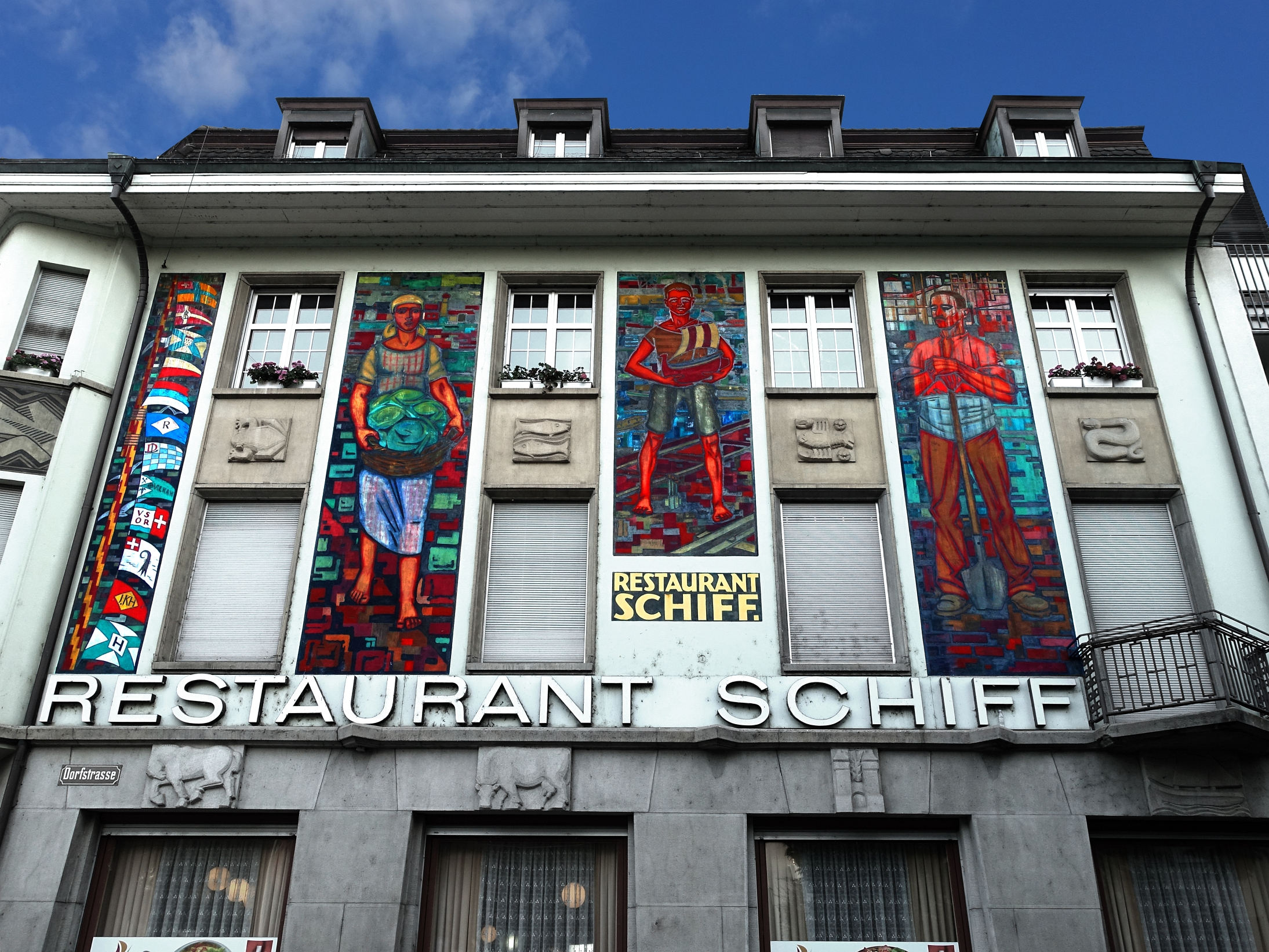
1923, Restaurant Schiff, Hochbergerplatz, Basel
1931, Plakat für das Sommercasino Basel
1931, Plakat für einen Maskenball im Stadtcasino Basel

## Holzschnitt-Illustrationen (Auswahl)
- Das Buch Jesus Sirach mit 20 Holzschnitt-Illustrationen. Schweizer Bibliophile Gesellschaft, 1945.
  - Hrsg. M. P. Steiner: Das Weisheitsbuch Jesus Sirach und die Passion Jesu in den Holzschnitten von Burkhard Mangold. Neudruck in Facsimile, mit der vom Künstler selbst colorierten und hand-annotierten Serie und den Tafeln zur Passion. Edition Oriflamme, Basel 2014.